# Łubniany
Łubniany (dodatkowa nazwa w j. niem. Lugnian, 1936-1945 Lugendorf) – wieś w Polsce, położona w województwie opolskim, w powiecie opolskim, w gminie Łubniany, której jest siedzibą, 14 km w kierunku północno-wschodnim od Opola. Miejscowość składa się z 1 części: Krzyżula. Nieformalnie wyróżnia się też 2. część: Kąt (ul. Osowska). Łubniany zajmują 1070 hm² (ha), w tym 44 hm² (ha), ok. 4,1%, to lasy i mieszkają w nich 1592 osoby (stan na 2002 rok).
W miejscowości znajdują się m.in.: SPZOZ (ośrodek zdrowia), NZOZ (poradnia stomatologiczna), apteka („Pod lipami”), remiza strażacka, Publiczne Przedszkole, Publiczna Szkoła Podstawowa, Gminna Biblioteka Publiczna, Łubniański Ośrodek Działalności Kulturalnej, stadion sportowy, placówka Poczty Polskiej, placówka i główna siedziba Banku Spółdzielczego w Łubnianach, siedziba Urzędu Gminy Łubniany, parafialny kościół rzymskokatolicki św. św. Piotra i Pawła, cmentarz, restauracja („Leśna”), stacja benzynowa, zabytkowe spichlerze, pomnik przyrody (cis z XIV w.) i wyróżniające się drzewa (dąb oraz lipa). W miejscowości działają m.in.: jednostka OSP, KS Śląsk Łubniany i koło MN DFK.
Miejscowość jest położona na Równinie Opolskiej, na Obszarze Chronionego Krajobrazu „Lasy Stobrawsko-Turawskie”, w pobliżu Stobrawskiego Parku Krajobrazowego i Jeziora Turawskiego. Najbliższe miasta to: Kluczbork, Olesno, Dobrodzień, Kolonowskie, Ozimek, Opole i Wołczyn. Najbliższe (pozamiejskie) duże zakłady przemysłowe to: PGE Elektrownia Opole SA w Brzeziu. W miejscowości działają m.in.: fabryka dziewiarska (Przedsiębiorstwo włókiennicze „Opoltex” Sp. z o.o.), magazyn materiałów budowlanych (Przedsiębiorstwo Techniczno-Handlowe „Agrobud” Sp. z o.o.), zakład produkcji kominków („Łubniańskie Kominki” Sp. z o.o.) i zakład stolarski.
Miejscowość jest zelektryfikowana (od 1926 r.), stelefonizowana (lata 90. XX w.) i zwodociągowana (tzw. wodociąg grupowy „Północ” zasilany z ujęcia wodnego w Niwie; lata 90. XX w.).
W latach 1954–1972 wieś należała i była siedzibą władz gromady Łubniany, od 1973 gminy Łubniany.

## Nazwa
Nazwa miejscowości wywodzi się od staropolskiej nazwy Łęg oznaczającej łąkę łęgową, czyli miejsca okresowo wilgotnego i podmokłego, obszaru zalewowego lub rozlewiska. Niemiecki nauczyciel Heinrich Adamy swoim dziele o nazwach miejscowości na Śląsku wydanym w 1888 roku we Wrocławiu wymienia pierwotną nazwę wsi zanotowaną jako Lugniany
W 1295 r. w kronice łacińskiej Liber fundationis episcopatus Vratislaviensis (pol. Księga uposażeń biskupstwa wrocławskiego) miejscowość wymieniona jest jako Lubnan we fragmencie Lubnan similiter more polonico. W 1896 r. polską nazwę Ługniany oraz niemiecką nazwę Lugnian wymienia śląski pisarz Konstanty Damrot.
10 sierpnia 1936 r. w miejsce nazwy Lugnian wprowadzono nazwę Lugendorf. Przed zakończeniem II wojny światowej polska nazwa miejscowości brzmiała Lugniany. 12 listopada 1946 r. nadano miejscowości polską nazwę Łubniany.

### Etymologia
Stanisław Rospond w Słowniku etymologicznym miast i gmin (1984) wyprowadza nazwę miejscowości od określenia ludzi, mieszkających na danym obszarze, a trudniących się obrabianiem kory drzewnej, zwłaszcza lipowej. Z kolei J. Kobienia, wyprowadzając nazwę miejscowości wychodzi od zakończenia jej nazwy – „any”, które oznacza pochodzenie nazwy miejscowości od ludzi mieszkających w niej i dodaje, że oprócz ludzi zajmujących się łupaniem kory („łub”), może ona wywodzić się także od ludzi pochodzących z Łubna. Jednocześnie przedwojenny wariant nazwy wywodzi od „ługu” – niskiego i podmokłego gruntu, charakterystycznego dla podmokłych i bagiennych obszarów leśnych w pobliżu Odry i jej dorzecza.

## Historia
Historycznie Lubniany leżą na Górnym Śląsku.
Podczas badań archeologicznych, prowadzonych w latach 50. XX w. w lasku przy ul. Dworcowej, odnaleziono grobowce z urnami, których wiek został określony przez krakowskich archeologów na ok. 200 lat p.n.e. Najstarsze części miejscowości to tzw. Kąt i ul. Opolska na odcinku od kapliczki w centrum miejscowości do Dąbrówki Łubniańskiej. Pierwsze źródła pisane o Łubnianach to dokument z 1260 r., w którym stwierdza się, że książę Władysław opolski nakazał mieszkańcom miejscowości Lubnane, znajdującej się w lasach należących do kasztelanii opolskiej, płacenie klasztorowi w Czarnowąsach, tytułem czynszu za korzystanie z okolicznych lasów, 10 kamieni wosku rocznie. Wosk służył do oświetlania kościoła, a w razie nieposiadania wosku, mieszkańcy musieli odprowadzić taką samą ilość miodu. W 1295 r. miejscowość występuje pod nazwą Lubniani. W dokumencie bpa wrocławskiego Jana III, skierowanym w 1297 r. do kolegiaty św. Krzyża w Opolu, wymienione są dobra należące się kolegiacie i obowiązki z tego wynikającego (wikariusz opiekujący się poszczególnymi miejscowościami). Wśród wymienionych miejscowości są też Lubnani. Około 1300 r. mieszkańcy miejscowości płacili dziesięcinę zgodną z polskim prawem. 5 lutego 1309 r. książę Bolko I opolski określił dokładnie posiadłości nadane klasztorowi; wśród wymienionych miejscowości znalazły się Łubniany. W 1371 r. bracia byłego sołtysa, Woitko i Raczko Maczke, sprzedali pół wolnego łanu sołtyskiego z młynem, stawem rybnym i karczmą w Łubnianach, nowemu sołtysowi miejscowości, który nazywał się Miczko.
W 1564 r. miejscowość występuje pod nazwą Lubniany, w zapisie wizytacji kościelnej archidiakonatu opolskiego z 1679 r. pod nazwą Lugnian, a na jednej z map Śląska z 1823 r. pod nazwą Lubni. Od 1633 r. miejscowość nie należała do klasztoru, lecz do cesarskiej kamery. W zapisach z wizytacji biskupiej z 1697 r. wspomina się, że miejscowy nauczyciel nie ma młodzieży do nauczania. Od 1760 r. w miejscowości istnieje szkoła; była to szkoła katolicka, a nauka odbywała się w 2-salowym budynku. W 1842 r. uczęszczało do niej 298 uczniów (z Łubnian, Dąbrówki Łubniańskiej, Kosowca i Mańczoka), a w 1865 r. – 349 uczniów. Między latami 1830 i 1864 do miejscowości włączono administracyjnie (jako jej osadę) Dąbrówkę Łubniańską. Z 1896 r. pochodzi najstarsze świadectwo działania w miejscowości jednostki straży pożarnej.
We wrześniu 1904 r. miał miejsce w Łubnianach duży pożar, w wyniku którego spłonęło 9 gospodarstw, ale zagrożony był też kościół i zabudowania parafialne. W tym samym roku wybudowano nowy budynek szkoły; patronem została św. Anna, natomiast po II wojnie światowej nadano szkole imię Powstańców Śląskich. W latach 90. XX w. budynek szkoły został rozbudowany.
Istotne znaczenie dla rozwoju wsi miała, na początku XX w., działalność społeczno-polityczna ks. Franciszka Pogrzeby (1873-1941) wikarego i proboszcza miejscowej parafii w latach 1900–1922. Z inspiracji ks. Pogrzeby w miejscowości powstawało działające w duchu polskim Kółko Rolnicze, którego zadaniem było podnoszenie poziomu produkcji rolnej i oświata rolnicza. W tym czasie odremontowano kościół oraz kaplice św. Jana Nepomucena oraz powstał nowy cmentarz. Pod wpływem ks. Pogrzeby powstały także liczne polskie organizacje (obok istniejącej już wcześniej biblioteki Towarzystwa Czytelni Ludowych) kółko Towarzystwa Katolicko-Polskiego, oddział Towarzystwa Oświaty im. św. Jacka, filia Zjednoczenia Zawodowego Polskiego oraz kółko Towarzystwa Polek.
W 1914 r. oddano do użytku brukowaną drogę z Opola, przez Luboszyce i Łubniany, do stacji w Jełowej. Do głosowania podczas plebiscytu uprawnionych było w Łubnianach 1712 osób, z czego 1447, ok. 84,5%, stanowili mieszkańcy (w tym 1436, ok. 83,9% całości, mieszkańcy urodzeni w miejscowości). Oddano 1680 głosów (ok. 98,1% uprawnionych), w tym 1678 (ok. 99,9%) ważnych; za Polską głosowały 883 osoby (ok. 52,6%), a za Niemcami 705 osób (ok. 42,0%). W czasie III Powstania Śląskiego zastępcą dowódcy Żandarmerii Wojsk Powstańczych, był pochodzący z Łubnian hallerczyk kpt. Teodor Lelek. W 1926 r. powstała w miejscowości polska publiczna szkoła mniejszościowa, a w 1927 r. odsłonięto w Łubnianach pomnik, poświęcony mieszkańcom poległym podczas I wojny światowej. Pomnik stał nieopodal kościoła i składał się z granitowej figury klęczącego żołnierza, podnoszącego za rękę śmiertelnie rannego kolegę oraz brązowej tablicy z listą poległych (88 osób z Łubnian i 17 z Masowa) i napisami „Módlcie się za nami” i „Wierność za wierność”. Wykonawcami pomnika byli mieszkańcy Łubnian: Raphael Kaluza (mistrz kamieniarski) i Gabriel Wystub (artysta malarz). W latach 30. XX w. w miejscowości działały: Sodalicja (Kongregacja) Mariańska (wcześniej polska, później niemiecka) i trzeci zakon (tercjarze) oraz znajdowały się w niej: nadleśnictwo (niem. Lugendorf Rev. Försterei), 2 restauracje i stacja benzynowa. 1 kwietnia 1939 r. do Łubnian włączono Masów. W lutym 1945 r. do miejscowości wkroczyli żołnierze Armii Czerwonej; podczas przejścia frontu spalono w miejscowości hotel/restaurację i zniszczono pomnik poświęcony mieszkańcom miejscowości poległym podczas I wojny światowej; tablice z pomnika były początkowo przechowywane prywatnie, a następnie zostały umieszczone w kościele.
W 1946 r. zdemontowano w Lubieni pomnik poświęcony Lubienianom poległym na I wojnie światowej. Inskrypcje zostały zeszlifowane a kamień postawiono w Łubnianach, jako pomnik powstańcom śląskim, w miejscu, w którym wcześniej stał pomnik poświęcony Łubnianianom poległym na I wojnie światowej. Staraniem lubieńskiego koła MN odzyskano w 1994 r. kamień; po kolejnym zeszlifowaniu inskrypcji został on postawiony w pierwotnym miejscu, gdzie upamiętnia Lubienian poległych na obu wojnach światowych.
W 1954 r. założono w miejscowości Gminną Bibliotekę Publiczną. Jej pierwszą siedzibą był budynek RSP (przy ul. Osowskiej, obok restauracji). W latach 80. XX w. biblioteka została przeniesiona do budynku z ok. 1920 r., znajdującego się przy ul. Opolskiej; założono też wówczas oddział dla dzieci. W latach 2009–2010 (prace zakończono w listopadzie) budynek biblioteki został wyremontowany.
W latach 90. XX w. wybudowano w miejscowości ośrodek kultury, w którym mieści się także remiza strażacka. Powstał też klub sportowy, a miejscowość została stelefonizowana (instalacja automatycznej centrali telefonicznej) i zwodociągowana. Na początku XXI w. wybudowano w miejscowości nowy ośrodek zdrowia (stary budynek został wybudowany w latach 30. XX w.). Do początku XXI w. w miejscowości działał komisariat policji. Działała też Gminna Spółdzielnia „Samopomoc Chłopska”, została jednak przejęta przez GS w Turawie.

## Demografia
W 1534 r. w miejscowości mieszkało 14 ludzi, 1588 r. – 27 kmieci i 5 zagrodników, 1618 r. – 30 kmieci i 3 zagrodników, 1784 r. – 33 kmieci, 22 zagrodników i 13 chałupników, 1865 r. – 29 kmieci, 22 zagrodników i 145 chałupników. Wedle spisu z 1910 r. w miejscowości mieszkało 2299 Polaków.
| Rok                | 1784 | 1870 | 1900 | 1925 | 1933 | 1939 | 1946 | 1960 | 1965 | 1994 | 2002 |
| Liczba mieszkańców | 644  | 2700 | 2283 | 2788 | 2676 | 3001 | 1556 | 1597 | 1677 | 1627 | 1592 |

(Źródła:.)

## Jednostka OSP
Najstarszy znany dokument, mówiący o jednostce straży pożarnej w Łubnianach, pochodzi z 18 listopada 1897 roku, ale wspomina on wydarzenie z 15 listopada; jednostka wówczas już funkcjonowała. W 1903 r. zmodernizowano sprzęt jednostki, sprowadzono nową pompę ręczną konną, a luźny oddział stał się bardziej zorganizowany – dlatego początkowo tę datę uważano za rok założenia jednostki i w 1978 r. obchodzono 75-lecie jednostki. Remiza mieściła się w szopie i służyła zarówno jako skład sprzętu, jak i areszt. Wieża z dzwonkiem strażackim znajdowała się na skrzyżowaniu dróg do Brynicy i Jełowej. Jednym z naczelników jednostki był właściciel tartaku i cegielni. W 1909 r. założono 20-osobową orkiestrę. W 1934 r. jednostka z Łubnian brała udział w gaszeniu pożaru młynu i tartaku w Mańczoku; z powodu dużego mrozu (–21 °C) jedynie jednostce z Łubnian udało się uruchomić pompę, za co dostała nagrodę pieniężną i dyplom uznania od władz powiatowych. W 1942 r. jednostkę wyposażono w samochód osobowy (prawdopodobnie Hanomag), przystosowany do zaczepiania przyczepy pożarniczej z pompą (wpierw Magirus, potem „Fischer”). 7 listopada 1936 r. straż pożarna w Łubnianach (Feuerlöschverband Lugendorf) z rozkazu władz niemieckich została rozwiązana. Podobny los spotkał ochotnicze straże w Kotorzu, Masowie, Schodni i Zimnicach Wielkich.
W latach 1946–1948 odtworzono jednostkę straży pożarnej w Łubnianach i wyposażono ją w pochodzący z demobilu pojazd marki Horch (przez miejscowych zwany „Amerykonem”); pojazd ten nie uczestniczył w ani jednej akcji – próbowano go naprawić i uruchomić, ale ostatecznie tylko raz udało się nim przejechać przez miejscowość. 25 maja 1956 r. sprzedano go za 1000 zł mieszkańcowi Kupa. Jednostka nie posiadała też jeszcze remizy – sprzęt był przechowywany pod wiatą/stodołą, której dach przeciekał, przez co z trudem zgromadzone narzędzia niszczały; węże suszono na drzewach albo w korytarzu Prezydium Gromadzkiej Rady Narodowej. Jesienią 1956 r. rozpoczęto (w ramach czynu społecznego) budowę remizy; zakończono ją jesienią 1958 roku, a całość kosztowała 98 974,49 zł. Jednostka otrzymała też samochód – 2-osiowy „Doge”; po roku otrzymano kolejny taki samochód, a pierwszy przekazano jednostce w Chmielowicach. Na wyposażeniu jednostki była też pompa Magirus, która została przekazana jednostce w Jełowej, gdy jednostka z Łubnian otrzymała „Fischera”. W latach 50. XX w. jednostka posiadała także samochód Star 20.
W 1968 r. jednostka otrzymała przerobiony samochód wojskowy marki Lublin, który zastąpił „Doge’a”. Od 1975 r. przy jednostce OSP Łubniany działa sekcja żeńska (była to pierwsza sekcja żeńska w gminie). W latach 70. XX w. oprócz wspomnianej sekcji żeńskiej działały przy jednostce także drużyny młodzieżowe – żeńska i męska. W 1976 r. jednostka otrzymała samochód Star 25, typu GBM.
Na przełomie lat 80. i 90. XX w. drużyna odnosiła liczne sukcesy w zawodach: w zawodach batalionowych w Szymiszowie w 1984 r. (1. miejsce), w XV zawodach wojewódzkich w Głubczycach we wrześniu 1985 r. (2. miejsce), w IV zawodach batalionowych w Prószkowie w 1986 r. (1. miejsce), w zawodach wojewódzkich w Zdzieszowicach w 1987 roku, w IX Międzynarodowych Zawodach Pożarniczych CTIF w systemie „Austriak” w Warszawie w dniach 24–30 lipca 1989 r. (srebrny medal), w zawodach batalionowych w Kotorzu Małym w 1989 roku, w zawodach rejonowych w Krapkowicach we wrześniu 1994 r. (sekcja żeńska – 1. miejsce). W 1988 r. rozpoczęto budowę remizy i ośrodka kultury; obiekt otwarto 10 września 1994 roku, a poświęcenia dokonał proboszcz Karol Łysy. Na wspinalni został umieszczony zegar z elektronicznymi kurantami, wykonany przez mistrzów z Łodzi, sterowany falami radiowymi z dokładnością 0,1 s przez centralny komputer lotniska we Frankfurcie nad Menem; koszt zegara wyniósł 100 mln zł. Przy budynku zlokalizowano parking na 40 samochodów, a przed wejściem odsłonięto pomnik upamiętniający historię miejscowości i jej poległych mieszkańców.
W maju 1994 r. jednostka otrzymała z Komendy Rejonowej PSP w Kluczborku nowy samochód: Star P244 GBA 2,5/16 (rocznik 1989), który zastąpił kolejnego już Stara. W 1995 r. jednostka została włączona do Krajowego Systemu Ratowniczo-Gaśniczego – akt nominacyjny przekazał na ręce prezesa OSP, Józefa Knosali, komendant Rejonowej PSP w Opolu, mł. kpt. Adam Michniewicz; jednostka otrzymała także radio – system selektywnego wywoływania i połączenie bezpośrednie z komendą rejonową. 9 lutego 1996 r. drużyna OSP Łubniany zajęła 2. miejsce w Wojewódzkim Przeglądzie Operacyjno-Technicznym i otrzymała w nagrodę zestaw hydrauliczny typu „Holmatro” (do ratowania poszkodowanych w wypadkach samochodowych). W marcu 1997 r. jednostka otrzymała z Komendy Rejonowej PSP w Opolu samochód typu Tatra GCBA 6/32 (rocznik 1974).

## Kościół
Od XIII w. w miejscowości znajdowała się kaplica. W czasie epidemii, które rozprzestrzeniały się w okresie wojny trzydziestoletniej, także w Łubnianach zmarło wielu ludzi. Grzebano ich w Krzyżuli (niem. Kreuzfelde), która zresztą swoją nazwę wzięła od dużej liczby krzyży oraz na cmentarzu w Dąbrówce Łubniańskiej, gdzie obecnie stoi kapliczka z 1872 r. Mieszkańcy Łubnian ślubowali wybudowanie kościoła, jeśli epidemia ustanie. W 1633 r. mieszkańcy sprowadzili kopię obrazu Matki Boskiej Częstochowskiej i wybudowali drewniany kościół pw. św. Rocha. Do czasu zakończenia budowy kościoła sprowadzony obraz wisiał na słupie. Kościół spłonął jednak w wyniku nieostrożności cieśli, ulepszającego dach, natomiast obraz zaginął podczas nieudanej pielgrzymki do kościoła św. Rocha w Dobrzeniu Wielkim.
Drugi kościół, także drewniany, został wybudowany w 1682 r., po kolejnej epidemii, która przeszła przez miejscowość; było to wotum dziękczynne za wygaśnięcie zarazy. Kościół był pw. Najświętszej Maryi Panny i św. św. Piotra i Pawła; został poświęcony przez kanonika opolskiego Mateusza Scharcoviusa. W środku ołtarza umieszczono obraz Matki Boskiej Częstochowskiej. Wedle dokumentu z 1687 r. z wizytacji ks. Marcina Stephetiusa, archidiakona kolegiaty opolskiej, przeprowadzonej z ramienia bpa wrocławskiego, kościół miał sygnaturkę z niewielkim dzwonem, który 3 razy dziennie wybijał Anioł Pański; przy kościele znajdował się cmentarz z krzyżem i kostnicą. Zachował się rysunek kościoła, sporządzony przez H. Luchsa. Kościół był konstrukcji wieńcowej (zrębowej) z wieżą konstrukcji słupowej. Nawa była zbudowana na planie czworokąta, a przylegające do niej węższe prezbiterium, zamknięte prawdopodobnie trójbocznie, na planie prostokąta. W nawie okna były prostokątne, zamknięte półkolistymi łukami, natomiast w prezbiterium okna były niewielkie i także prostokątne. Obie części były nakryte dachami 2-spadowymi (siodłowymi), przy czym nad prezbiterium dach był niższy. Na kalenicy dachu nawy znajdowała się 6- albo 8-boczna sygnaturka, zwieńczona podwójnym, baniastym hełmem z latarnią. Na wysokości okien znajdowało się zadaszenie, obiegające nawę i prezbiterium, przerwane otworami okiennymi. Dachy i ściany były pobite gontem. Wieża była zbudowana prawdopodobnie na planie kwadratu ze zwężającymi się ku górze ścianami, szalowanymi pionowo deskami; w zwieńczeniu wieży znajdował się hełm barokowy, przechodzący z 4-spadowego dachu w 8-boczną banię, zakończoną pseudolatarnią z ostrosłupowym daszkiem z gałką na szczycie. Kościół był prawdopodobnie orientowany, a wejścia do niego prowadziły m.in. od południa z nawy i wieży. Zakrystia znajdowała się zapewne przy północnej ścianie prezbiterium. Od 1859 r. miejscowość posiadała własnego księdza – tzw. lokalistę. W grudniu 1869 r. drewniany kościół został uszkodzony przez wiatr. Uszkodzenia były na tyle poważne, że odbudowa stała się nieopłacalna; poza tym kościół ten był już zbyt mały dla rozrastającej się miejscowości.
7 marca 1870 r. Urząd Królewski wydał pozwolenie na budowę nowego kościoła. Budowę prowadzono nad starym kościołem; zakończyła się ona w 1872 r., a poświęcenia dokonano 8 września. 22 kwietnia 1889 r. erygowano w miejscowości parafię (wcześniej Łubniany były filią parafii w Jełowej, a mieszkańcy płacili proboszczowi 12 talarów rocznie za odprawianie Mszy co najmniej raz na 4 tygodnie), w której skład wchodzą także Dąbrówka Łubniańska i Masów. W tym czasie wybudowano też w miejscowości plebanię. W nowym kościele zainstalowano początkowo 4 dzwony ze starego kościoła, ale niewiele później 2 z nich pękły. W 1906 r. odlano w Turyngii nowy dzwon. W 1917 r. skonfiskowano 2 większe dzwony z kościoła i 1 mniejszy z kapliczki w centrum miejscowości. Po zakończeniu wojny wykonano w odlewni A. Geittner i synowie z Wrocławia 3 nowe dzwony; stary dzwon na wieży został nastrojony na dźwięk D. W 1943 r. ponownie skonfiskowano dzwony kościelne. W latach powojennych kościół został odnowiony.
W ołtarzu głównym kościoła znajduje się obraz Matki Boskiej Częstochowskiej (w centrum) oraz Floriana z Lauriacum (z prawej strony); poza tym w ołtarzach znajdują się także obrazy Piotra Apostoła i Pawła z Tarsu oraz Marii Magdaleny. Do zabytkowego wyposażenia kościoła należą: XVIII-wieczny, barokowy krucyfiks i 2 XVIII-wieczne lichtarze procesyjne z rzeźbami aniołków.
Istotne znaczenie dla rozwoju wsi miała działalność społeczno-polityczna ks. Franciszka Pogrzeby (1873-1941) wikarego i proboszcza miejscowej parafii w latach 1900–1922. Z inspiracji ks. Pogrzeby w miejscowości powstawały działające w duchu polskim Kółko Rolnicze, którego zadaniem było podnoszenie poziomu produkcji rolnej i oświata rolnicza. W tym czasie odremontowano kościół oraz kaplice św. Jana Nepomucena oraz powstał nowy cmentarz. Pod wpływem ks. Pogrzeby powstały liczne polskie organizacje (obok istniejącej już wcześniej biblioteki Towarzystwa Czytelni Ludowych) kółko Towarzystwa Katolicko-Polskiego, oddział Towarzystwa Oświaty im. św. Jacka, filia Zjednoczenia Zawodowego Polskiego oraz kółko Towarzystwa Polek.
Do 1909 r. obok kościoła znajdował się cmentarz (wraz z krzyżem i kostnicą), natomiast później, z powodu braku miejsca, założono nowy, w oddaleniu o 100 m. Grunt pod niego, 0,5 hm² (ha), został zakupiony przez mieszkańców za 8000 marek cesarskich.
W 1931 r. rozpoczęto budowę domu klasztornego, który jednocześnie miał służyć jako dom starców. Działka pod budowę została ofiarowana przez jednego z mieszkańców; także większość kosztów budowy została poniesiona przez mieszkańców. Po zakończeniu budowy dom nazwano St. Paulusheim (pol. Dom św. Pawła) i przekazano zgromadzeniu Sióstr Służebniczek Najświętszej Maryi Panny Niepokalanie Poczętej z Poremby (Leśnicy). Ponieważ budynek nie nadawał się na dom starców, to w części niezamieszkanej utworzono przedszkole.
Do parafii należą także: Dąbrówka Łubniańska, Masów i Mańczok.

## Zabytki
Katalog zabytków sztuki w Polsce z 1968 r. wymienia następujące zabytki w Łubnianach:
- kościół parafialny pw. Najświętszej Maryi Panny i św. św. Piotra i Pawła, murowany, neogotycki[30],
- kapliczka-dzwonnica z 1. połowy XIX wieku, murowana z cegły, otynkowana, kwadratowa, z przyziemiem sklepionym żaglasto, 4-kondygnacjowa o zwężających się kondygnacjach, wydzielonych profilowanymi gzymsami; wnęki i przeźrocza są zamknięte odcinkowo albo półkoliście; w najwyżej kondygnacji przeźrocza są koliste; w zwieńczeniu znajduje się 8-boczna iglica pobita blachą[30],
- lamus przy zagrodzie przy ul. Opolskiej 35, zbudowany w XVIII/XIX wieku, drewniany, konstrukcji wieńcowej (zrębowej), obrzucony gliną, 2-kondygnacjowy ze ścianami bocznymi zwężającymi się ku górze i tworzącymi pozorne sklepienie; dach był 2-spadowy (siodłowy), kryty dachówką, przechodzący połaciami na znajdujące się po bokach 2 nowsze przybudówki[30].